# Trenčianske Stankovce
Trenčianske Stankovce (maďarsky Trencsénsztankóc) jsou obec na Slovensku v okrese Trenčín. V roce 2015 zde žilo 3 203 obyvatel. První písemná zmínka o obci pochází z roku 1212. V obci je moderní římskokatolický kostel Panny Marie Pomocnice křesťanů.
V katastrálním území obce se nachází přírodní památky Malostankovské vřesoviště a Selecký potok.